# Projekt 21630
Projekt 21630 (v kódu NATO třída Bujan) je třída dělových člunů ruského námořnictva sloužících v jeho Kaspické flotile. Díky malému ponoru mohou operovat jak v Kaspickém moři, tak na řece Volze. Celou třídu tvoří tři jednotky vstoupivší do služby v letech 2006–2012. Z dělových člunů projektu 21630 dále vychází korvety projektu 21631 (Bujan-M) s téměř dvojnásobným výtlakem.

## Stavba

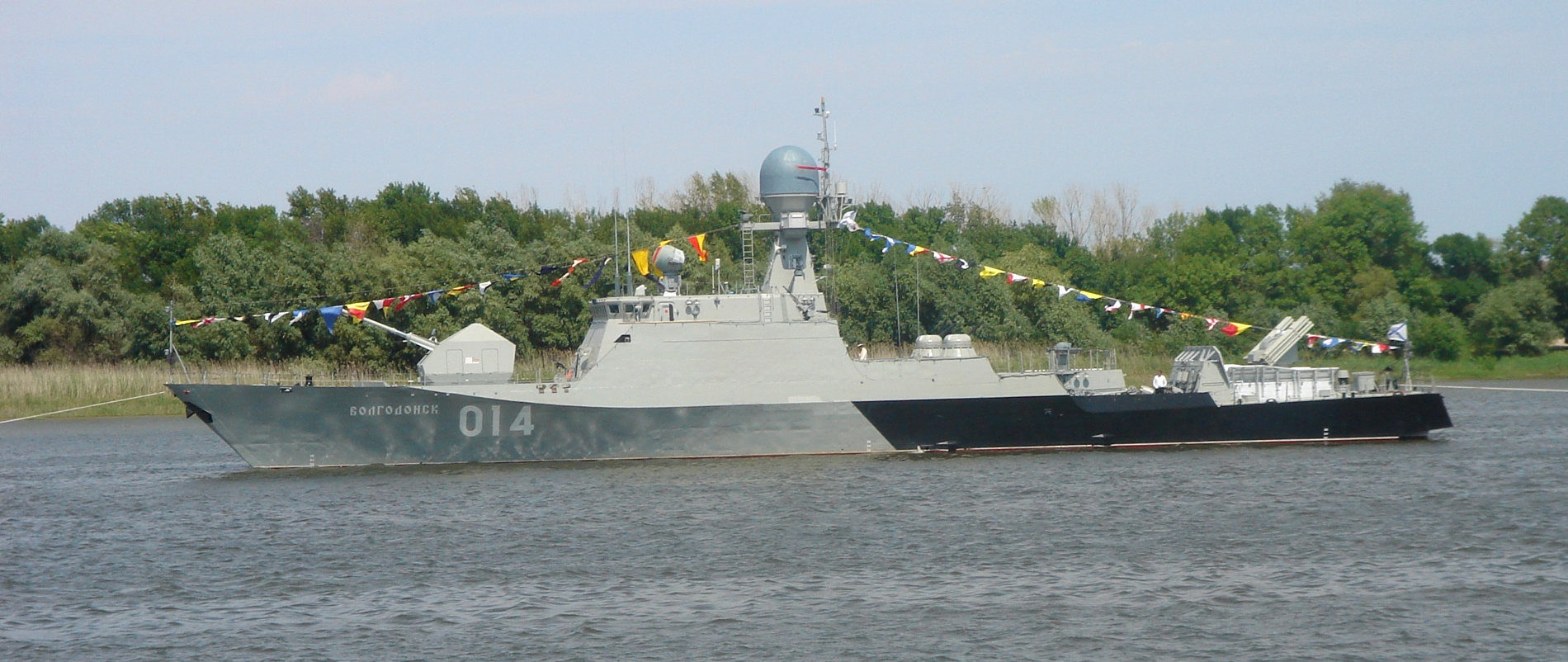
Druhá postavená jednotka Volgodonsk

Celou třídu tvoří tři jednotky pojmenované Astrachaň (101), Volgodonsk (161) a Machačkala (162). Jejich stavbu v letech 2004–2012 provedla loděnice Almaz v Petrohradu.

## Konstrukce
V dělové věži na přídi se nachází jeden 100mm kanón A-190. Za hlavní nástavbou jsou instalovány dva 30mm obranné systémy AK-630. Za nimi je šestinásobný protiletadlový raketový komplet krátkého dosahu 3M-47 Gibka využívající střel Igla-1M. Zcela na zádi plavidla se nachází čtyřicetinásobné vypouštěcí zařízení 122mm neřízených raket MS-73 Grad-M. Na palubě jsou též dva 14,5mm kulomety. Pohonný systém tvoří dva diesely M507D o výkonu 8000 hp a dvě vodní trysky. Nejvyšší rychlost dosahuje 26 uzlů.